# Adenia wightiana
Adenia wightiana är en passionsblomsväxtart. Adenia wightiana ingår i släktet Adenia och familjen passionsblomsväxter.

## Underarter
Arten delas in i följande underarter:
- A. w. africana
- A. w. wightiana